# Symphytognatha tacaca
Symphytognatha tacaca is een spinnensoort uit de familie Symphytognathidae. De soort komt voor in Brazilië.